# Mkushi
Mkushi é uma cidade e um distrito da Zâmbia, localizados na província Central.